# Atlas (cartografia)

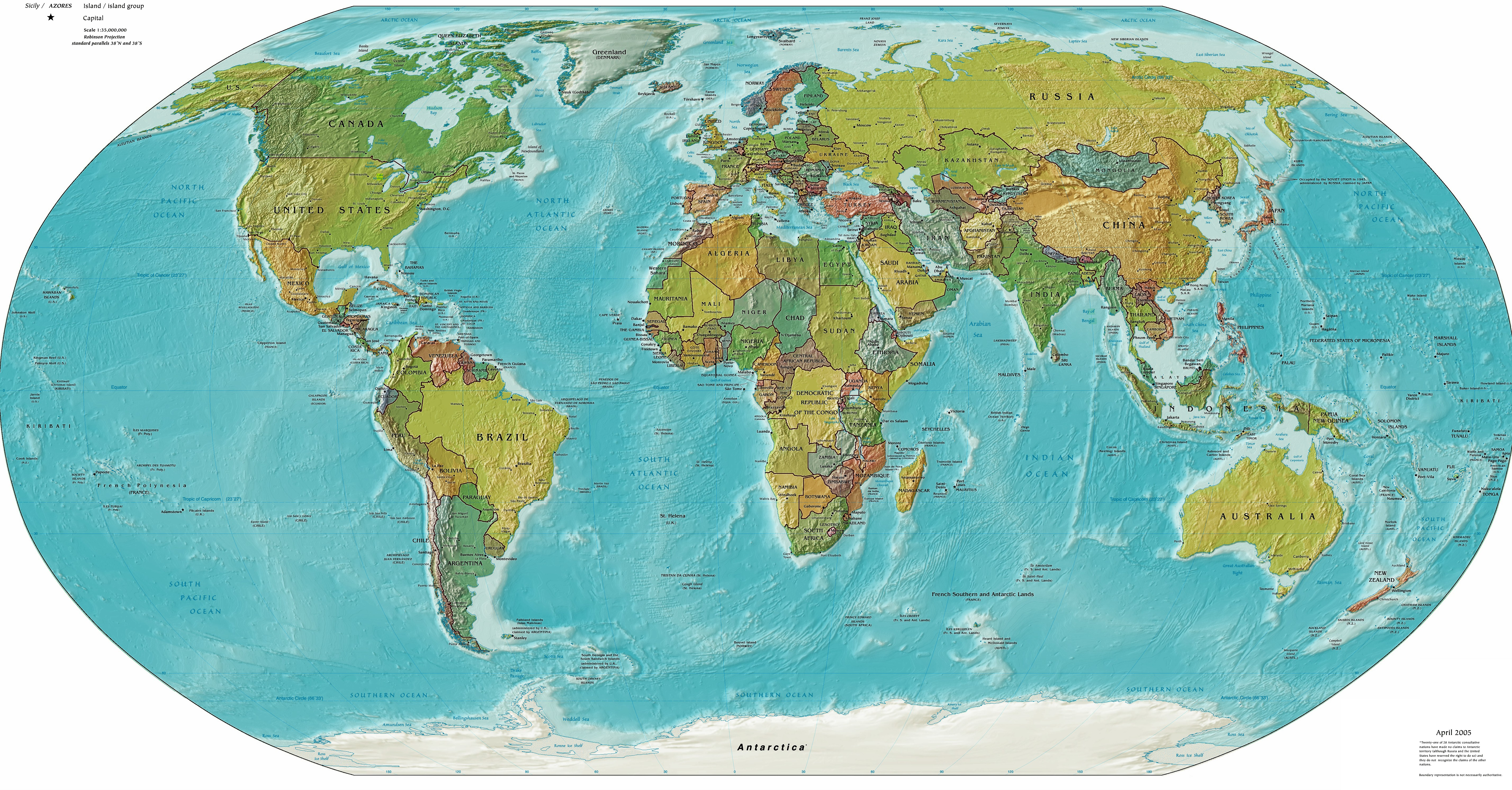
Um mapa-múndi político e físico de 2005

Um atlas é uma coleção de mapas; é tipicamente um pacote de mapas da Terra ou de um continente ou região da Terra. Os atlas têm sido tradicionalmente encadernados em forma de livro, mas hoje, muitos atlas estão em formatos multimídia. Além de apresentar características geográficas e fronteiras políticas, muitos atlas geralmente apresentam estatísticas geopolíticas, sociais, religiosas e econômicas. Eles também têm informações sobre o mapa e lugares nele.

## História
O primeiro trabalho que continha mapas sistematicamente organizados de tamanho uniforme representando o primeiro atlas moderno foi preparado pelo cartógrafo italiano Pietro Coppo no início do século 16; no entanto, não foi publicado naquela época, por isso não é convencionalmente considerado o primeiro atlas. Em vez disso, esse título é concedido à coleção de mapas Theatrum Orbis Terrarum do cartógrafo brabantiano Abraham Ortelius impresso em 1570.

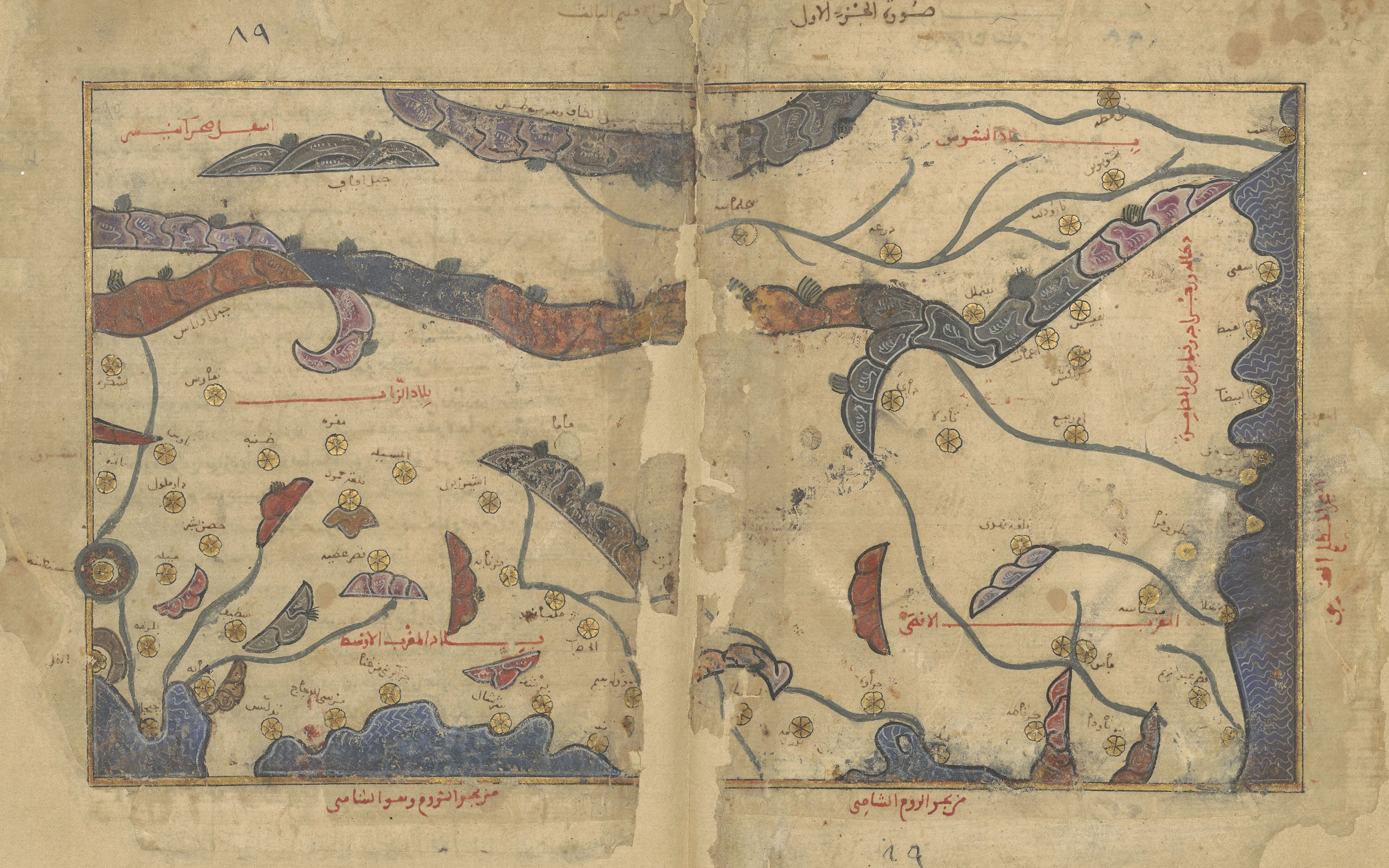
O Magrebe (sul) em Nuzhat al-Mushtāq (نزهة المشتاق في اختراق الآفاق) de Muhammad al-Idrisi, também conhecido como Tabula Rogeriana (século 12)

Os atlas publicados hoje em dia são bem diferentes daqueles publicados nos séculos 16 e 19. Ao contrário de hoje, a maioria dos atlas não estava encadernada e pronta para o cliente comprar, mas seus possíveis componentes foram arquivados separadamente. O cliente pode selecionar o conteúdo ao seu gosto e ter os mapas coloridos/dourados ou não. O atlas foi então encadernado. Assim, os primeiros atlas impressos com a mesma página de título podem ser diferentes em conteúdo.
Os estados começaram a produzir atlas nacionais no século 19.

Mapa-múndi Theatrum Orbis Terrarum (Teatro do Orbe do Mundo) por Abraham Ortelius, 1570

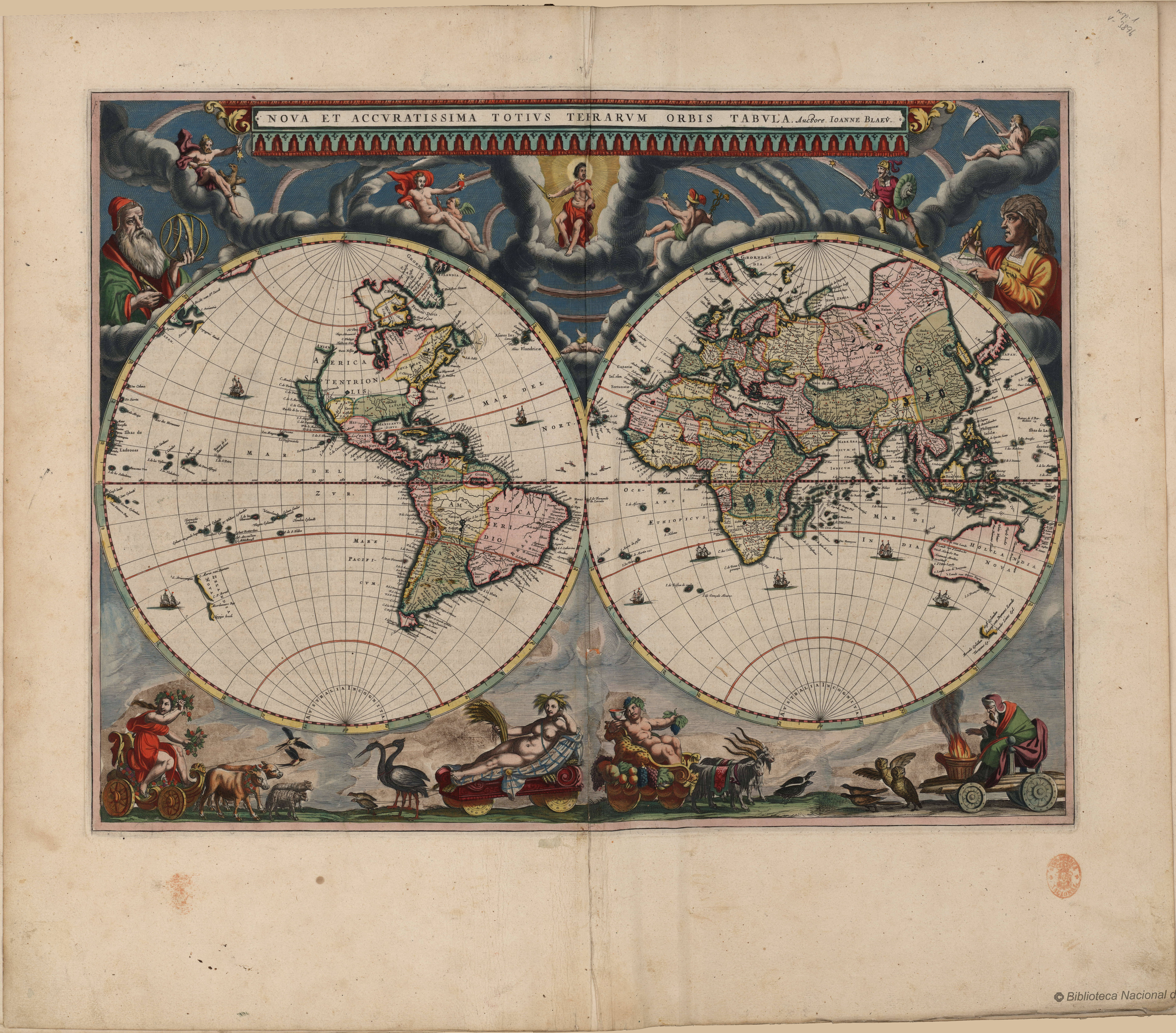
O mapa-múndi de Joan Blaeu, originalmente preparado por Blaeu para seu Atlas Maior, publicado no primeiro livro do Atlas van Loon (1664).

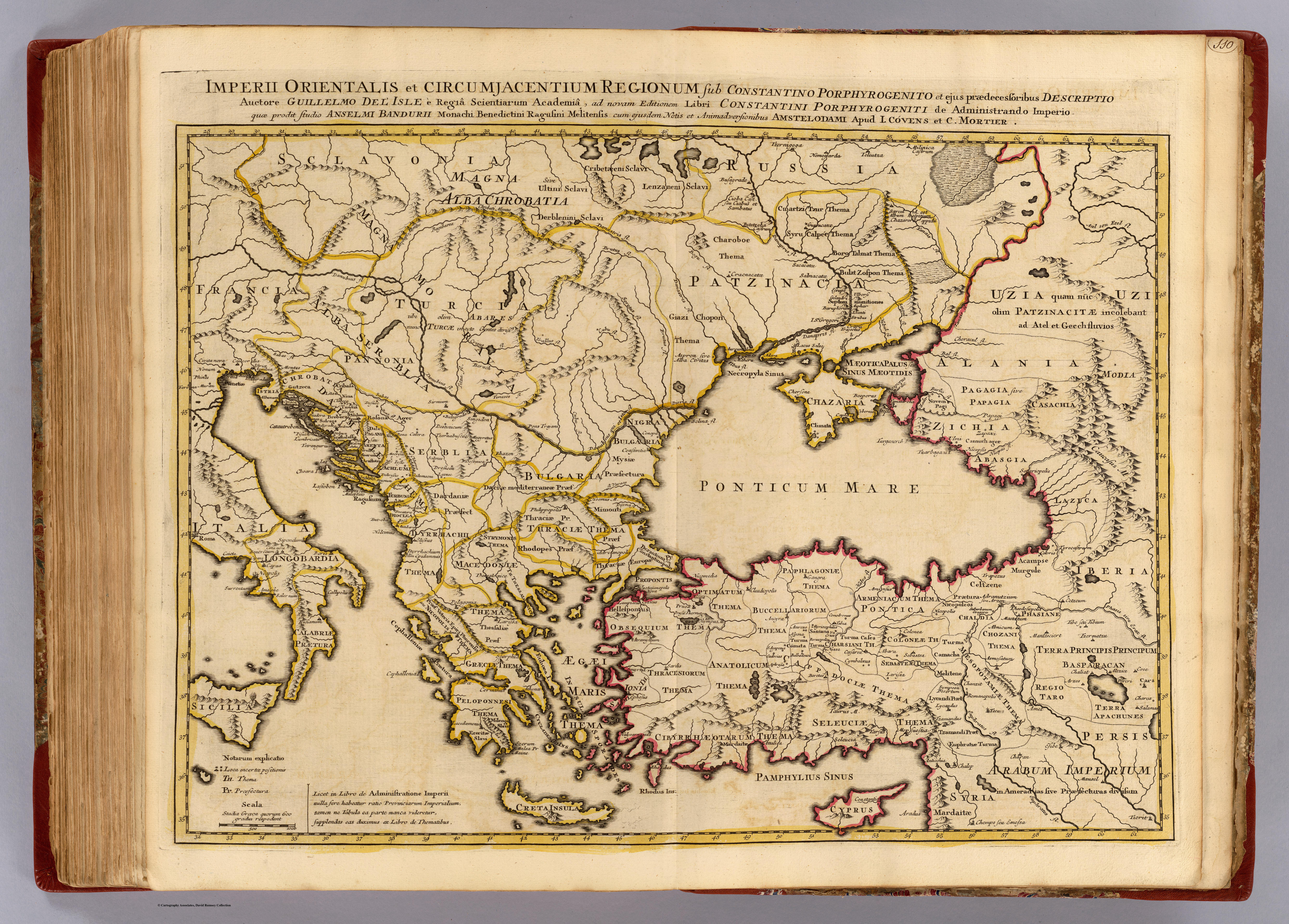
Imperii Orientalis et Circumjacentium Regionum de Guillaume Delisle (1742)

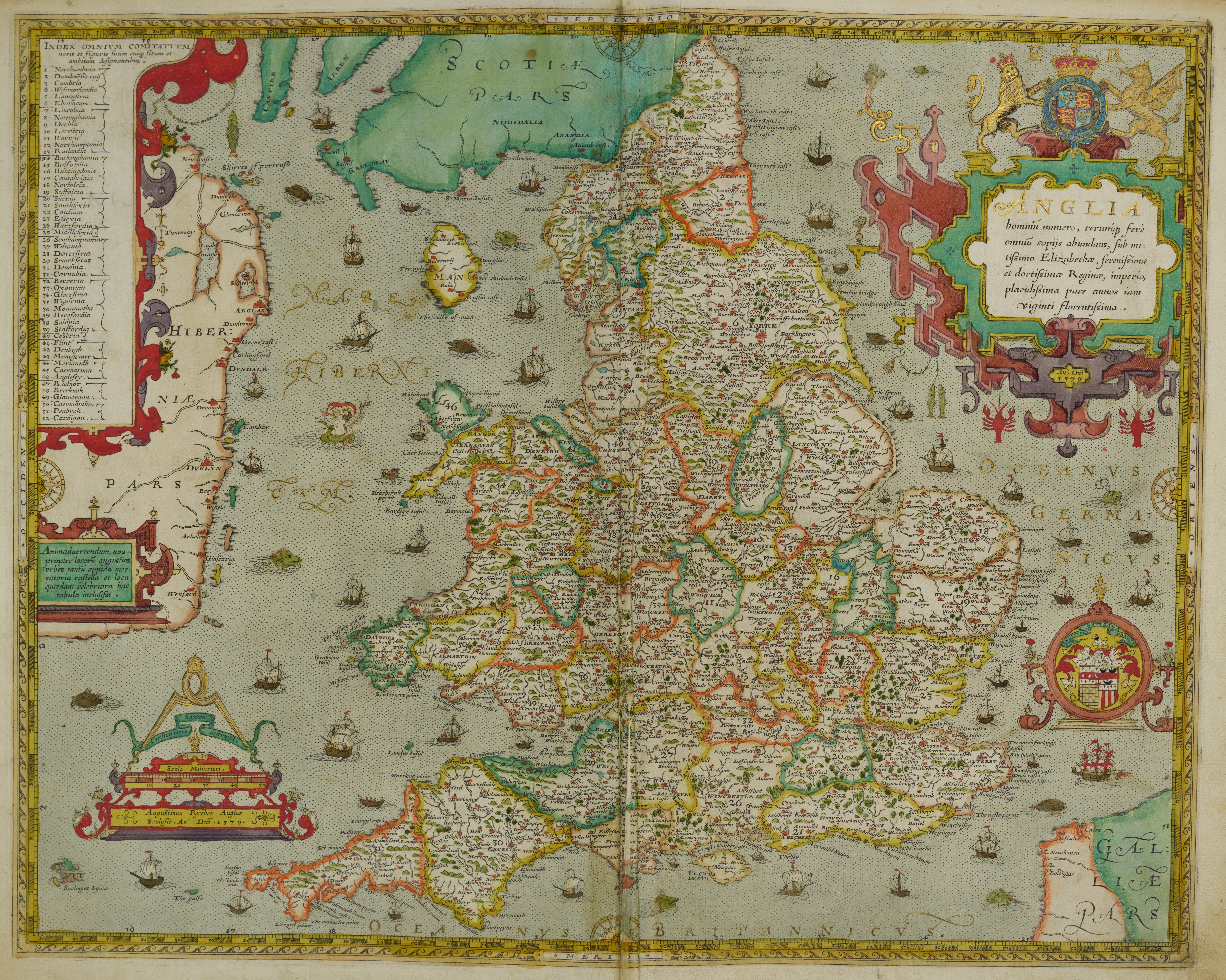
Mapa da Inglaterra e País de Gales por Christopher Saxton, Atlas dos Condados da Inglaterra e País de Gales, 1579

## Etimologia
O uso da palavra "atlas" em um contexto geográfico data de 1595, quando o geógrafo germano-flamengo Gerardus Mercator publicou Atlas Sive Cosmographicae Meditationes de Fabrica Mundi et Fabricati Figura ("Atlas ou meditações cosmográficas sobre a criação do universo e o universo como criado"). Este título fornece a definição de Mercator da palavra como uma descrição da criação e forma de todo o universo, não simplesmente como uma coleção de mapas. O volume que foi publicado postumamente um ano após sua morte é um texto abrangente, mas, à medida que as edições evoluíram, tornou-se simplesmente uma coleção de mapas e é nesse sentido que a palavra foi usada a partir de meados do século 17. O neologismo cunhado por Mercator era uma marca de seu respeito pelo Titã Atlas, o "Rei da Mauritânia", a quem ele considerava o primeiro grande geógrafo.

## Atlas modernos em língua portuguesa
- Atlas Escolar Portuguez — Ricardo Lüddecke, 1897 (1.ª edição)
- Novo Atlas Escolar Português — João Soares, 1925 (1.ª edição)
- O Atlas do Nosso Tempo — Frank Debenham, 1968 (1.ª edição)

- Commons
- Commons